# 2025年台灣職業籃球大聯盟新人選秀會
2025年台灣職業籃球大聯盟新人選秀會為台灣職業籃球大聯盟（TPBL）在2025-26賽季開打之前舉辦的第二屆新人選秀會，於2025年8月11日舉行。本屆新人選秀會共有27人參與，最終有8人獲選，由劉丞勳成為選秀狀元。

## 選秀結果
| →      | 順序一 | 順序二 | 順序三 | 順序四 | 順序五 | 順序六 | 順序七 |
| [ 1 ]  | 攻城獅 | 特攻   | 雲豹   | 戰神   | 夢想家 | 海神   | 國王   |
| ------ | ------ | ------ | ------ | ------ | ------ | ------ | ------ |
| 第一輪 | 劉丞勳 | 曾信武 | 徐宏瑋 | 謝銘駿 | 放棄   | 廖偉皓 | 喬納森 |
| 第二輪 | 放棄   | 放棄   | 放棄   | 魏芃禾 | 不適用 | 放棄   | 熊祥泰 |
| 第三輪 | 不適用 | 不適用 | 不適用 | 放棄   | 不適用 | 不適用 | 放棄   |

| G | 後衛 | F | 前鋒 | C | 中鋒 |

| 輪次 | 總順位 | 球員   | 位置 | 選中球隊         | 最後學歷         |
| ---- | ------ | ------ | ---- | ---------------- | ---------------- |
| 1    | 1      | 劉丞勳 | F    | 新竹御嵿攻城獅   | 健行科技大學     |
| 1    | 2      | 曾信武 | F    | 新北中信特攻     | 國立臺灣師範大學 |
| 1    | 3      | 徐宏瑋 | G    | 桃園台啤永豐雲豹 | 健行科技大學     |
| 1    | 4      | 謝銘駿 | F    | 臺北台新戰神     | 南岸學院         |
| 1    | 5      | 廖偉皓 | F    | 高雄全家海神     | 國立體育大學     |
| 1    | 6      | 喬納森 | G/F  | 新北國王         | 國立臺灣藝術大學 |
| 2    | 7      | 魏芃禾 | G    | 臺北台新戰神     | 國立臺灣師範大學 |
| 2    | 8      | 熊祥泰 | F    | 新北國王         | 威拉姆特大學     |

- 參考資料：[4][3]

## 體能測試會
經媒體報導，聯盟取消本屆體能測試會。

## 選秀報名
2025年8月5日，為本屆新人選秀會的報名截止日。8月7日，聯盟宣布共有27人符合選秀資格。
- 曾信武
- 黃偉程
- 林新唯
- 鍾理翔
- 劉丞勳
- 林宇謙
- 王鈞聖
- 萊恩遠
- 李承謙
- 喬納森
- 梁瀚
- 熊祥泰
- 江啟安
- 洪郁翔
- 江加樂
- 謝銘駿
- 廖偉皓
- 解書懿
- 許廷崴
- 李宥騏
- 魏芃禾
- 仲俊威
- 曾頎翔
- 梁文杰
- 徐宏瑋
- 王晟霖
- 黃濬彥

## 外部連結
- YouTube上的𝟐𝟎𝟐𝟓 𝐃𝐑𝐀𝐅𝐓｜新人選秀會
- . 台灣職業籃球大聯盟.   [2025-08-01].
- . 台灣職業籃球大聯盟.   [2025-08-01].